# Apo-β-カロテノイド-14',13'-ジオキシゲナーゼ
apo-β-カロテノイド-14',13'-ジオキシゲナーゼ（apo-β-carotenoid-14',13'-dioxygenase）は、次の化学反応を触媒する酸化還元酵素である。
8'-apo-β-カロテノール + O2 {\displaystyle \rightleftharpoons } 14'-apo-β-カロテナール + 7-ヒドロキシ-6-メチルヘプタ-3,5-ジエナール
反応式の通り、この酵素の基質は8'-apo-β-カロテノールとO2、生成物は14'-apo-β-カロテナールと7-ヒドロキシ-6-メチルヘプタ-3,5-ジエナールである。
組織名は8'-apo-β-carotenol:O2 oxidoreductaseである。